# 幼年期の終わり (TRPGリプレイ)
幼年期の終わり（ようねんきのおわり）はテーブルトークRPG(TRPG)『ナイトウィザード』のリプレイ作品。2005年に発売された『ナイトウィザード』のサプリメント「ロンギヌス」に書き下ろし作品として掲載。2010年に『エターナルブレイヴ』の題で、続編に当たる『ナイトウィザード The 2nd Edition』のリプレイ「地球の長い午後」と合わせて文庫化された。全1話。セッション数で数えても全1回のプレイ分のリプレイである。
リプレイの執筆はゲームマスターでもある田中信二が担当している。イラストは石田ヒロユキが担当。
サブタイトルは「HUMANSYSTEM」。

## 概要
『星を継ぐ者』に続く、『ナイトウィザード』の書籍判サプリメント併載リプレイ第2弾である。書籍判というサイズのメリットを生かして、一ラウンドごとの戦闘配置図をマップつきで掲載しており、戦闘に関する描写は文庫判の「みこシリーズ」よりもはるかに細かく理解しやすいものとなっているのが特徴でもある。（これはその後の『ナイトウィザード』の書籍判サプリメントやファンブックには共通する要素でもある）
ストーリーは『ナイトウィザード』の世界観で最もわかりづらい存在と言われていた「裁定者」を前面に押し出したものであり、裁定者を絡めたシナリオの実例としての役割もある。
なお、菊池たけし以外がゲームマスターと著者を務めた初の『ナイトウィザード』リプレイでもある。
タイトルの『幼年期の終わり』はアーサー・C・クラークのSF小説『幼年期の終り』のパロディである（ただし内容には全く関連性はない）。

## あらすじ
かつてロンギヌスの一員として活躍していた少年・流鏑馬勇士郎。戦いに疲れて前線を退いた彼は、同じウィザードでもある姉・真魅が営む喫茶店を手伝いながら、平穏な日々を送っていた。
そんなある日、勇士郎は水族館で「Es」と名乗る不思議な少女と出会い、言葉を交わす。それが全ての始まりだった。
その頃、絶滅社のエージェントであったウィザード鹿島はるみは同僚たちに襲われていた。なんでも自分に凍結指令が出たらしい。封印されるような覚えがないはるみは命からがら絶滅社を脱走した。頼れるところは絶滅社のOGで、父の知り合いでもあった真魅しかいない。真魅ははるみを快く受け入れる。ちょうど真魅は、店をメイド喫茶としてリニューアルしようとしていたところであり、はるみはうってつけの人材であった。
はるみの姿を見た勇士郎は驚愕する。それはあの日に水族館で出会ったEsとそっくりだったからだ。しかしはるみは勇士郎とは初対面だと言う。数日後、真魅は絶滅社の傭兵ウィザード”ナイトメア”から呼び出され、はるみが持つ秘密を告げられる。だがその会話は、勇士郎の先輩であったロンギヌスのエージェント”00”に全て聞かれていた。00は世界の守護者アンゼロットの命を受け、Esの護衛を命じられていた。
騒々しくも平和に過ぎる日常。しかし、はるみの周りに絶滅社の追っ手、そして魔王の影が現れたとき、その日常は壊れ、はるみ、そしてEsの謎が明らかになっていく。世界結界が作り出す「常識」を規定できる存在「裁定者」。それがこの二人が背負う秘密であったのだ。
「裁定者」の力を得るために動き出す裏界魔王アー＝マイ＝モニカ。それに対抗しはるみを抹消しようとする無数のウィザードたち。世界の支配権を巡って二つの陣営が争う中、当事者のはるみが取った決断は…

## 登場人物

### プレイヤーキャラクター
プレイヤーによって操作するキャラクター。PC。名前の横にカッコで記述されているのはプレイヤー名である。キャラクタークラスについてスラッシュで複数かかれている場合はマルチクラスおよびクラスチェンジによりクラスを複数有していることを表す。キャラクタークラスの横のレベルはそのリプレイ開始時のものである。
属性についてはスラッシュをはさんで左側が第一属性、右側が第二属性となる。
キャラクタークラスの横のレベルはリプレイ開始時のものである。
流鏑馬 勇士郎 (たのあきら)
キャラクタークラス : 勇者 (Lv.4) / 転生者 (Lv.0)
PC番号 : PC1
解説 : 名前の読みは「やぶさめ・ゆうしろう」。16歳の少年。太古から勇者として転生しつづけたウィザードで、その記憶を受け継いでいるためにどこか老成した精神構造をもつ。かつてはロンギヌスに所属していたが無限に戦い続ける人生に疲れ、今は引退して「普通の高校生」の生活を楽しもうと努力している。
姉の真魅の代わりに家事を全てこなしているため、掃除や料理はプロ級。それをいいことに真魅に喫茶店のフロアスタッフ兼キッチンスタッフとしてこき使われる毎日である。また、なにかあると故事に例える癖がある。二択を提示しては「どちらがいい？」と問いかけるのが習慣。
ある日立ち寄った水族館でEsと名乗る不思議な少女とであい、他愛もない言葉を交わしたことから、彼の物語が始まる。
かつての転生者仲間は「カニアーマー」及びその類縁種のアーマー使いが大多数を占めていたらしい。

鹿島 はるみ (藤井忍)
キャラクタークラス : 魔術師 (Lv.4)
PC番号 : PC2
解説 : 名前の読みは「かしま・はるみ」。16歳の少女。絶滅社に所属する高校生ウィザードでがんばり屋さんの魔術師。しかし、なぜか絶滅社から突然凍結指令が下され同僚から追われるハメになる。父・デュナミスの知り合いであった流鏑馬真魅の元へ身を寄せ、現在は真魅が経営する喫茶店のメイドとして働いている。何かと転びまくるドジっ娘だが、それがかえって客には人気になっているようだ。
勇士郎が出会ったEsという少女とあまりにもそっくりであるが、そこにはある事情があった。
実は、はるみ自身は後付けの人格であり、本来の姿は可能性を操る裁定者「Es」。持てる力に反して戦闘力を一切持たないEsを守るため、彼女の父である魔導師・デュナミスが付与した「Esの護衛であるウィザードとしての人格」がはるみなのである。当初はるみ自身はこの事実を知らなかったが、逆にEsの方ははるみの存在を認識しており、彼女からは「妹」として捉えられていた。またデュナミスもはるみに対して偽りない愛情を注いでいた。
人格を構成する術式はEsの胸元に刻まれており、自己修復・学習能力を備えている（そのため本質的には通常の人間と何ら変わらない）。
最終局面ではEs自身の願いによって分離し、それぞれ別個の人間として存在していくことになった。

流鏑馬 真魅 (鈴吹太郎)
キャラクタークラス : 陰陽師 (Lv.2) / 夢使い (Lv.2)
PC番号 : PC3
解説 : 名前の読みは「やぶさめ・まみ」。24歳。もと絶滅社の天才美少女夢使い。現在は半ば引退して喫茶店「漆黒の夢」を経営している。商魂たくましいおねーさんだが経営は日々赤字。そのため、逆転をはかるために借金をしてまで店をメイド喫茶「天使の夢」に改装。逃げ込んできたはるみを強引にメイド第一号にしてしまう。が、これがきっかけで「天使の夢」は大盛況となり、続編ではチェーン化している。
絶滅社に在籍していた頃に魔術師デュナミスと友人関係にあり、彼の娘ということではるみを保護した。彼女の夢使いとしての力は今作のシナリオのキーとなるものでもある。
キャラクター作成段階では「佐藤真魅」という名前で、勇士郎とは他人の関係だったが、PC間コネクション設定の段階でプレイヤーの鈴吹が勇士郎のライフパスに「苦手な人がいる」と記されているのに目を付け、勇士郎のプレイヤーのたのの了解を得て「勇士郎の姉」と設定し直した経緯がある。

ロンギヌス00（三ツ矢伊右衛門） (菊池たけし)
キャラクタークラス : 人造人間 (Lv.4) / 強化人間 (Lv.0)　
PC番号 : PC4
解説 : 名前の読みは「ろんぎぬすだぶるおー（みつや・いえもん）」。ロンギヌスに所属する強化人造人間。外観は20代の青年だが年齢は「自称6歳」。これは本リプレイの時点でロールアウトから6年が経過しているため。
エミュレイターを殲滅するためだけにアンゼロットが作り出した戦闘人形である。戦闘だけを目的として生まれた存在なため人間らしい感情などはプログラムされていないとされるが、プレイヤーのロールプレイの結果か、結構お茶目で間抜けな性格が垣間見えることが多々ある。
00は度重なる強化改造の結果、必要以上にパワーアップされすぎたために、危険な存在とみなされロンギヌスの正規メンバーとはなれなかった。通常のロンギヌスたちでさえてこずるような魔王級エミュレイターに関係する事件がおきたときのみ出動する対魔王兵器となったのである。ロンギヌスの正規メンバーであるものたちはナンバーが与えられるが、00はイレギュラーであることの証としてナンバーをもたない。ゆえに存在しない番号「00（ダブルオー）」が呼称される。対魔王級エミュレイター戦の切り札として自爆装置が仕掛けられており、そのスイッチはアンゼロットが握っている（より正確に言うと、スイッチが押されると自爆したくなる）。
直接戦闘能力のみに特化して作られたキャラクターなため、単純攻撃力の面ではPCの中でも最強である。今作ではアンゼロットの命によりEsを魔王アー＝マイ＝モニカから守るために派遣された。いざとなれば仮想人格であるはるみを抹消してでもEsを守ることが命じられるが、マイとの戦闘ではそれに従わずはるみを護衛して戦っていた（プレイヤーの菊池が戦闘の状況を見て「はるみを攻撃されては形勢が危うい」と考えたことによる）。

### ノンプレイヤーキャラクター
GMが操作するキャラクター。NPC。
Es(エス）
デュナミスによって人工的に作られた裁定者。万が一世界結界が破壊されたときにその事実ごとリセットすることを目的として作られた。そのため普段はその存在を封印されている。封印の方法はEsに仮想人格を植え付け裁定者である自覚をなくすことであり、そうして生み出された仮想人格が「鹿島はるみ」である。
Esの存在は注意深く隠されつづけたが、アー＝マイ＝モニカの策略で裁定者としての力が暴走してしまい、人格もはるみに代わって表に出てこられるようになった。絶滅社はEsをこれ以上暴走させないため、はるみごと凍結封印を決意し、それゆえにはるみを襲ったのである。
Esは無口だが心優しい性格で、はるみの事を非常に気にかけており、自分のせいではるみまで狙われてしまっていることを申し訳なく思っている。
Esとはるみは同時には存在できないが、リプレイのエンディングでは最後にははるみがEsを姉として受け入れ一緒にいたいと願ったことで、Esの裁定者としての力が発動し、「Esとはるみは同時に存在する」という新しい常識が世界結界に作り出された。その際同時に、一連の事件の原因であった「Esは裁定者である」という事実を消去したため、事件後は裁定者としての力を失っている。それ以降は「鹿島ふゆみ」の名前が与えられ、はるみの姉として喫茶店「天使の夢」でメイドとして働いている。

デュナミス
はるみの父である絶滅社の魔術師。「デュナミス」は二つ名であり、一般社会では「鹿島源三」と名乗っていた。はるみに何かあれば流鏑馬真魅を頼れと言い残して死亡した。
Esとはるみは作られた存在でありデュナミスの実の娘ではないのだが、デュナミスはEsを実の娘として愛していた。そして仮想人格であるはるみも、Esとは別の存在として人格を認め、また娘として愛していたことが後に明かされる。

“貪欲の魔王”アー＝マイ＝モニカ
裏界の魔王。人間の姿の現し身は、ゴスロリ服に身をつつんだツインテールの幼女。口調こそ丁寧だがわがままである。自らのことを「マイちゃん」と呼ぶ。
"貪欲"を司り、自分が気に入ったものを自分のものにすることに全力を傾け。今作では勇士郎を気に入り彼を手に入れるために様々な罠と策略を弄する。
ナノサイズのエミュレイターを使って裁定者Es（はるみ）の体内に侵入。Esの力を暴走させた。それは世界結界を壊すことを目的にしたことではなく、実はEsの暴走を防ぐためにEsにかけられたプロテクトを解除させることが目的だったのである。むきだしになったEsという精神存在を捕獲し「自分の貪欲を無限に満たす世界」をEsに作らせることがアー＝マイ＝モニカの真の目的であった。

### その他の登場人物・用語など
裁定者
世界結界が作り出す「常識」を決定することができる人物。裁定者が作り出された「新しい理論」や「今までにない発想」が多くの人間に認められたとき、世界はその理論や発想を常識として姿を変える。つまり、これまでに歴史的発見をしてきた科学者たちは皆裁定者だったということである。なお、裁定者たちは自分が裁定者であるという自覚を持っていることは少ない。
今作中に出てくるEsは、他者の理解や同意を得ることなく、自分だけの力で世界結界を書き換えられる特殊な裁定者である。Esの力が暴走したことで世界にはアノマロカリスやハルキゲニアなどの古生物が復活しパニックに陥った。

ロンギヌス
守護者アンゼロットにより結成された世界を守るための精鋭部隊。今作では勇士郎と00に関係している。
正式名称は「超時空多次元機甲特務武装黄金天翼神聖魔法騎士団」と言うが、今作含めリプレイでは誰もそうは呼ばない。

## マジカル・ウォーフェア
『星を継ぐ者』は『ナイトウィザード』や『セブン＝フォートレス』のいくつかのリプレイをつなぐ大河物語「マジカル・ウォーフェア」の一編でもある。マジカル・ウォーフェアの時間軸では200X年10月の物語とされる。
この物語でのアー＝マー＝モニカの敗北が、ナイトウィザードという存在が魔王たちにとって厄介なものであるという認識を高めさせた。そのため魔王たちは世界結界をただ壊すだけでなく、ウィザード社会を攻撃するような計画を練るようになってくる。今まで魔王たちの計画に場当たり的に向かっていたウィザードたちだが、これから以降は「魔王陣営VSウィザード陣営」というマジカル･ウォーフェアの形式に飲み込まれていくことになる

## 作品一覧
- ロンギヌス　（ISBN 4-7577-2231-1 / B5判サプリメント / エンターブレイン）
  - リプレイ「幼年期の終わり」以外にも、裏界帝国や裁定者についての解説を紹介。また、シナリオ二本、追加魔法、追加アイテム、萌えヒロイン作成チャートを収録。
- エターナルブレイヴ　（ISBN 978-4-04-726730-5 / ファミ通文庫 / エンターブレイン）